# Assa-Zag
Assa-Zag is een provincie in de Marokkaanse regio Guelmim-Es Semara.
Assa-Zag telt 43.535 inwoners op een oppervlakte van 18.428 km². Het zuidelijke deel van de provincie ligt in het door Marokko bezette gebied van de Westelijke Sahara.

## Plaatsen
| Plaats           | Inwoners (1994) | Inwoners (2004) |
| ---------------- | --------------- | --------------- |
| Assa             | 8.316           | 12.905          |
| Touizgui         | 5.463           | 4.177           |
| Zag              | 2.759           | 12.653          |
| Aouint Yaghomane | 2.081           | 2.004           |
| Aouint Lahna     | 1.394           | 2.234           |
| Al Mahbass       | 1.193           | 7.331           |
| Labouirat        | 635             | 2.231           |

Ben Slimane · Khouribga · Settat · El Jadida · Safi · Boulmane · Fez · Moulay Yacoub · Sefrou · Kénitra · Sidi Kacem · Casablanca · Médiouna · Mohammedia · Nouaceur · Assa-Zag · Guelmim · Tan-Tan · Tata · Boujdour · Es-Semara · Lâayoune · Al Haouz · Chichaoua · Essaouira · Kelâat Es-Sraghna · Marrakech · Al Ismaïlia · El Hajeb · Errachidia · Ifrane · Khénifra · Meknès · Berkane · Figuig · Jerada · Driouch · Nador · Oujda-Angad · Taourirt · Aousserd · Oued ed Dahab · Khémisset · Rabat · Salé · Skhirat-Témara · Agadir-Ida-Ou-Tanane · Inezgane-Aït Melloul · Chtouka-Aït Baha · Ouarzazate · Taroudant · Tiznit · Zagora · Azilal · Béni-Mellal · Chefchaouen · Fahs-Bni Mkada · Larache · Tanger-Asilah · Tétouan · Al Hoceima · Taounate · Taza